# Чи можна його пробачити?
Чи можна його пробачити? (азерб. Onu bağışlamaq olarmı?) — азербайджанський радянський детективний художній фільм 1959 року виробництва кіностудії «Азербайджанфільм».

## Сюжет
Фільм присвячений роботі доблесних співробітників радянської міліції, які відповідають за громадський порядок і кримінальне переслідування злочинців. У центрі сюжету — драматична доля молодого Тарлана, який знаходиться під впливом вбивці.

## У ролях
- Мехті Мамедов — майор Гайя Муршудов
- Манана Абуйєва — Севда
- Ісмаїл Талибли — Мірза
- Григорій Тонунц — Тарлан
- Окума Курбанова — Камаля ханум
- Веріко Анджапарідзе — мама
- Мамедрза Шейхзаманов — полковник Курбанов
- Гасанага Салаєв — капітан Гудрат
- Мухліс Джанізаде — старший лейтенант Ібрагімов
- Бурджали Аскеров — лейтенант Расулов
- Етайя Алієва — тітка Сара
- Малейка Агазаде — Гумру
- Алі Халілов — Шахмар
- Мухтар Манієв — сержант міліції
- Л. Алієва — епізод
- Чингіз Садиков — піаніст

## Знімальна група
- Автор сценарію: Мамедхусейн Тахмасіб
- Режисер-постановник: Рза Тахмасіб
- Оператор-постановник: Тейюб Ахундов
- Художник-постановник: Надір Зейналов
- Композитор: Тофік Кулієв
- Другий режисер: А. Шушкин
- Звукооператор: Сабір Іскандеров
- Художник по костюмам: Джабраїль Азімов
- Монтажер: В. Миронова
- Асистенти режисера: Л. Берладір, Р. Сарабський
- Консультант: М. Алієв
- Директор фільму: Башир Кулієв
- Оркестр: Азербайджанський державний симфонічний оркестр імені Узеїра Гаджибекова
- Диригент: Тофік Кулієв
- Вокал: Шовкет Алекперова, Мірза Бабаєв, Фірангіз Ахмедова